# Pla de la Bassa
El Pla de la Bassa és un jaciment arqueològic d'època epipaleolítica que es localitza al terme municipal del Cogul (Les Garrigues), inclòs a l'Inventari del Patrimoni Arqueològic i Paleontològic de Catalunya.
Es troba a la Punta de Novelles, concretament en una terrassa localitzada al sud del Cogul, entre la vall del Coma, a l'oest, i la vall de l'Aranyó, a l'est. La troballa d'aquest jaciment va ser efectuada gràcies a les referències orals de Mateu Esquerda i Ribes, del Grup Cultural de Granyena de les Garrigues, a més d'actuacions d'afeccionats i clandestins. A l'indret on se situa aquest jaciment s'hi va realitzar una prospecció superficial i localitzar diverses restes lítiques disperses, entre aquestes diversos micròlits. Actualment aquests materials trobats en superfície d'aquest jaciment es conserven a la Sala d'Arqueologia del Grup Cultural de Granyena de les Garrigues.